# Izmajłowskaja
Izmajłowskaja (ros. Измайловская) – stacja moskiewskiego metra linii Arbacko-Pokrowskiej (kod 051). Do 20 sierpnia 1963 nosiła nazwę Izmajłowskij Park. Obie nazwy związane są z podbliskim parkiem i rejonem Izmajłowo we Wschodnim okręgu administracyjnym Moskwy. Zastąpiła stację końcową Pierwomajskaja, położoną na terenie obecnej zajezdni TCz-3 Izmajłowo (ТЧ-3 «Изма́йлово»). Wyjścia prowadzą na ulice 1-wszą i 3-cią Parkową, na Izmajłowskij Prospekt oraz bezpośrednio do parku.

## Konstrukcja i wystrój
Stacja jest powierzchniowa z jednym peronem wyspowym. Posiada dwa westybule na końcach peronu - wschodni jest na poziomie stacji, zachodni natomiast poniżej. Zadaszenie stacji oparte na kwadratowych kolumnach zawiera zamaskowane oświetlenie.